# František Čapek
Pour les articles homonymes, voir Čapek.
František Čapek, né le 24 janvier 1914 à Branice (Autriche-Hongrie) et mort le 31 janvier 2008 à Prague (République tchèque), est un céiste tchécoslovaque. 

## Carrière
František Čapek participe aux Jeux olympiques d'été de 1948 à Londres et remporte la médaille d'or de l'épreuve du C1 10 000 mètres. Aux Mondiaux de 1954 à Mâcon, il est médaillé d'argent dans l'épreuve du C1 10 000 mètres.